# Hospitales (métro de Santiago)
Hospitales est une station de la ligne 3 du métro de Santiago au Chili, située dans la commune d'Independencia.

## Situation
La station se situe entre Plaza Chacabuco au nord-ouest, en direction de Los Libertadores, et Puente Cal y Canto au sud-est, en direction de Fernando Castillo Velasco. Elle est établie sous l'intersection entre les avenues de l'Indépendance et du Professeur-Alberto-Zañartu.

## Historique
La station est ouverte le 22 janvier 2019, lors de la mise en service de la ligne 3.

## Dénomination
Son nom provient de la proximité des hôpitaux de l'université du Chili (anciennement hôpital José Joaquín Aguirre), San José et Roberto del Río, ainsi que de l’Institut national contre le cancer. Elle est aussi adjacente à la faculté de médecine de l'université du Chili. Le pictogramme de la station représente entre autres les façades des hôpitaux San José et José Joaquín Aguirre et de l'Institut national contre le cancer.
Divers groupes de citoyens et d'habitants du secteur ont proposé, sans succès, de désigner la station du nom d'Eloísa Díaz, la première femme médecin chilienne.

## Service des voyageurs

### Accès
La station comprend un unique accès équipé d'un ascenseur.